# NGC 5800
NGC 5800 est un amas ouvert,, ou un groupe d'étoiles, situé dans la constellation du Loup. Il a été découvert par l'astronome britannique John Herschel en 1834.
Selon le professeur Seligman, NGC 5800 est constitué d'un petit nombre d'étoiles, quatre ou cinq.

## Observation
Avec une magnitude visuelle de 7,0, on devrait pouvoir observer les étoiles de cette région avec des jumelles.

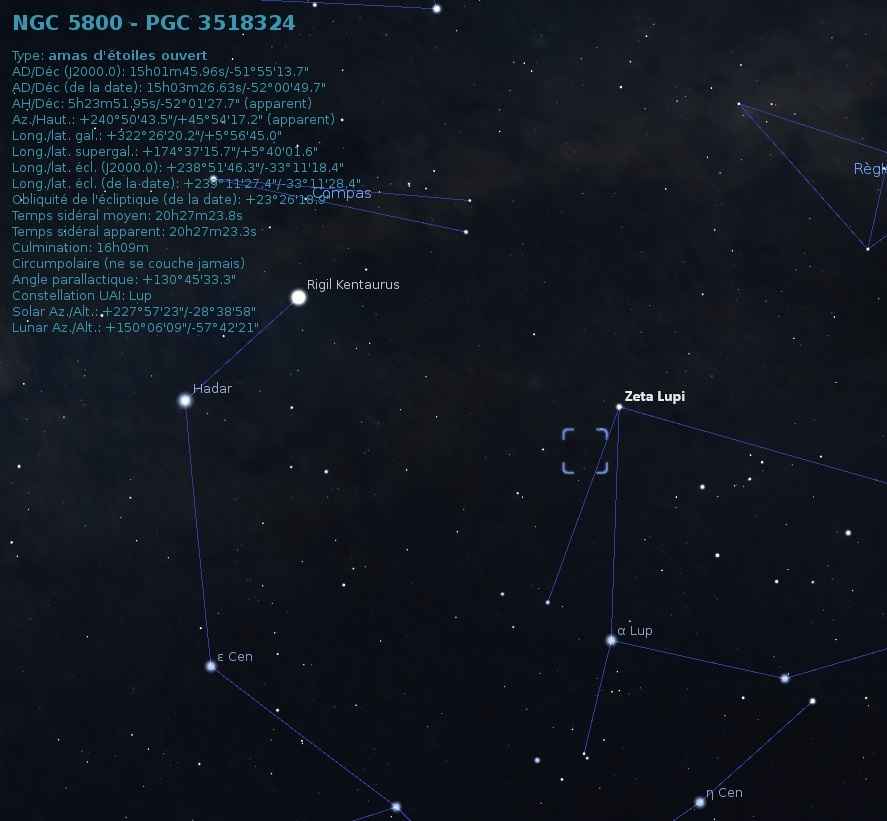
Localisation de NGC 5800 dans la constellation de Scorpion. (Stellarium)

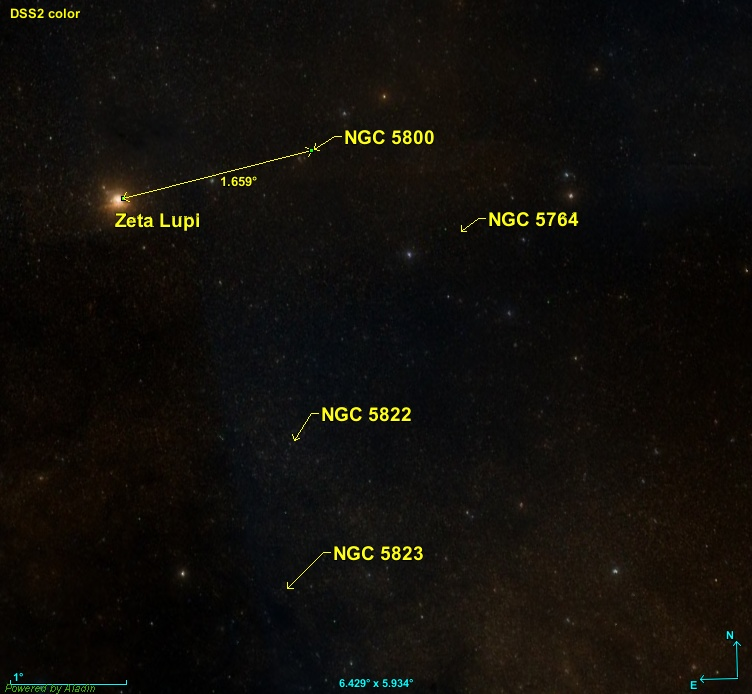
Position de NGC 5800 par rapport à deux étoiles.

NGC 5800 est situé à environ 1,7 degrés au nord-ouest de l'étoile Zeta Lupi. Les amas ouverts NGC 5764, NGC 5822 et NGC 5823 se trouvent dans la même région du ciel.

## Les étoiles
Le logiciel Aladin du centre de données astronomiques de Strasbourg permet d'identifier les étoiles les plus brillantes dans le voisinage du centre de l'amas. Dix étoiles sont ainsi identifiables et leurs caractéristiques sont disponibles sur la base de données Simbad et sont reproduites dans le tableau ci-dessous. Le numéro de l'étoile dans le tableau correspond à celui de l'image dans l'encadré de droite.
Comme on peut le constater, ces dix étoiles n'ont à peu près rien en commun, ni distance, ni mouvement propre. Il est peu probable qu'un réel amas ouvert soit situé dans cette région.
| Num # | Nom                     | α                | δ                 | type       | P (mas)         | d (pc)          | μα* (mas/an) | μδ* (mas/an) | mV    | Rem        |
| ----- | ----------------------- | ---------------- | ----------------- | ---------- | --------------- | --------------- | ------------ | ------------ | ----- | ---------- |
| #1    | HD 132552               | 15h 01m 40,5057s | -51° 55′ 01,6933″ | G8III      | 2,4891 ± 0,0182 | 402 ± 3         | 9,102        | -9,674       | 8,86  |            |
| #2    | IRAS 14582-5150         | 15h 01m 45,3835s | -51° 01′ 57,3819″ |            | 0,8659 ± 0,0269 | 1155 ± 37       | -9,118       | -11,249      | 10,65 |            |
| #3    | CD-51 8670              | 15h 01m 53,6211s | -51° 57′ 02,8918″ | M3.2II-III | 1,4313 ± 0,0272 | 699 ± 14        | -5,035       | -5,196       | 9,14  |            |
| #4    | CD-51 8671              | 15h 01m 53,9644s | -51° 55′ 46,4010″ |            | 2,2499 ± 0,0377 | 444 ± 8         | -6,676       | -14,768      | 9,58  |            |
| #5    | HD 132606               | 15h 01m 56,9296s | -51° 55′ 05,9894″ | G8/K0III   | 4,56 ± 0,96     | 219+58 -38      | -36,130      | -22,530      | ?     | Dbl/Mul    |
| #6    | TYC 8305-1199-1         | 15h 02m 02,2690s | -51° 58′ 29,0660″ |            | 0,41 ± 0,0147   | 2439+156 -139   | -2,281       | -8,281       | 11,61 |            |
| #7    | CD-51 8678              | 15h 02m 20,7433s | -51° 59′ 26,1274″ |            | 1,5615 ± 0,0195 | 640 ± 8         | -13,462      | -10,115      | 9,49  |            |
| #8    | 2MASS J15023176-5200353 | 15h 02m 31,7729s | -52° 00′ 35,3880″ |            | 0,4382 ± 0,0266 | 2282+147 -131   | -3,878       | -3,946       | ?     | Cand V L P |
| #9    | 2MASS J15024175-5159171 | 15h 02m 41,7428s | -51° 59′ 17,0458″ |            | 0,2137 ± 0,0618 | 4679+1904 -1050 | -4,529       | -2,391       | 14,97 | Cand V L P |
| #10   | 2MASS J15024175-5159171 | 15h 02m 48,5407s | -51° 58′ 44,4191″ |            | 0,228 ± 0,0845  | 4386+2583 -1186 | -9,951       | -4,410       | ?     | V L P      |

- Dbl/Mul = Double ou multiple.
- V L P = Étoile variable à longue période.
- Cand V L P = Candidate au titre d'étoile variable à longue période.